# Los Apson
Los Apson es una banda de rock and roll mexicano, originario de la ciudad de Agua Prieta, Sonora, de ahí el nombre de la agrupación (Agua Prieta SONora). Fue uno de los primeros grupos musicales exitosos del rock and roll mexicano de la segunda mitad de la década de los 60 en México 
Los Apson siguen presentándose con mucho éxito en México y el sur de Estados Unidos, liderados por Pancho Durazo y José Luis García.

## Inicios
A finales de los años 50 Arturo Durazo, hijo del comerciante de nombre Eduardo Durazo, había crecido bajo el ambiente de dos culturas, entre corridos norteños y música estadounidense rock and roll. La proximidad con Estados Unidos le permitía a Arturo enterarse de las novedades musicales por las cuales desarrolló un gusto especial para ese tipo de música. Al igual que muchos jóvenes, intentó interpretar temas nuevos, para lo cual tuvo que trabajar en Ensenada.
Al compartir los mismos gustos musicales con su hermano Francisco, ambos se propusieron formar un conjunto musical. Enterados del movimiento musical que tenía lugar en la parte Centro y Occidente de la República Mexicana, también ellos deseaban participar de dicho fenómeno. Casi simultáneamente, José Luis García, hijo de José Ramón García, dueño de una bar en Agua Prieta denominado "Silver Dollar" (Dólar de Plata), había tenido la misma inquietud. En un cumpleaños recibió de obsequió un saxofón, y las relaciones que su padre mantenía con muchos músicos fueron la oportunidad para que José Luis aprendiera a tocarlo. Así, recibió enseñanzas del músico Rafael Suárez, quien le enseñó los secretos del instrumento. Sin embargo los gustos de García se perfilaban a la música que provenía del vecino país del norte. Varias veces "Lichi" –como le llamaban sus amigos y familiares– cruzó la frontera para presenciar las actuaciones de diversos grupos estadounidenses de la época, ya que en el municipio predominaba el gusto por la música ranchera, corridos y de banda. Al poco tiempo conoció a los hermanos Durazo, con quienes forjó una amistad, lo que facilitaría las cosas, para canalizar sus inquietudes. No obstante, aún no estaba completado el grupo, faltaban elementos, la casualidad entró en acción y los hallaron en un centro nocturno, interpretando música ranchera, sus nombres, Tránsito Gámez y Raúl Hernández Cota, finalmente se incorporaría Gilberto Maldonado, hijo de un músico filarmónico, y Maldonado sería el segundo saxofón. Gámez se encargaría de perfeccionar el estilo del grupo. Los ensayos eran reiterativos y extenuantes, la lista de temas que practicaban, incluían en su mayoría, temas novedosos procedentes del norte y una cantidad limitada de aquellos que ya interpretaban los grupos de la capital. Así pues, estaban más influenciados por las novedades interpretadas por The Ventures, Johnny & The Hurricanes y Duanne Eddy, quienes tocaban música instrumental. 
Su primera actuación se dio a partir de ser contratados para una fiesta de XV años, para después actuar en el "Silver Dollar", luego en diversos eventos locales, empezando a ser conocidos en su localidad.

## Los Apson Boys
Fue a raíz de una visita al locutor Ricardo Rivas (quien trabajaba en XEFH y XEAQ) y a la madre de este, que los muchachos fueron nombrados como los Apson Boys, Rivas les pidió que utilizaran las siglas de su municipio AguaPrieta SONora y su mamá completó con la palabra Boys. Pronto el grupo logró incrementar su fama en el Estado. A la visita de una Caravana artística (Gira musical) los Apson conocieron a Los Rogers, quienes gozaban de popularidad a partir de un tema de Freddy Fender llamado Noches y Días Perdidos. César Cervera, cantante de los Rogers, accedió a escucharlos, quedando impresionado, por lo que les sugirió probar suerte en la Capital. Erasmo Torres, quien se dedicaba al negocio de las Sinfonolas (Jukebox) y amigo del padre de "Lichi", lograron presentarse en Nogales, Sonora de ahí viajaron a Hermosillo, capital del mismo estado, en donde su público creció, Francisco Durazo, quien al mismo tiempo trabajaba en oficinas de agentes aduanales, abandonó su empleo para dedicarse de lleno a la música. Después de un breve retorno a su tierra, emprendieron de nuevo un viaje con la finalidad de llegar a la Ciudad de México.

## 1961: Un largo camino
A bordo de un automóvil Ford Mercury, comenzaría la aventura. Primero, Nogales en donde refrendaron su anterior presentación. Luego Hermosillo, ahí permanecieron por varios días, sorteando diversas dificultades, sobre todo económicas. Los escenarios eran variados, bares, hoteles y salones de fiesta. Se desplazaron al puerto de Guaymas, Sonora y al poco tiempo a Ciudad Obregón. Ahí, el automóvil se desbieló (ruptura de las bielas por sobrecalentamiento) quedando inservible. Con una dieta alimenticia raquítica, los chicos hacían enormes esfuerzos para no perder las esperanzas. Continuando su viaje a través de autobús consiguieron arribar a la ciudad de Culiacán, Sinaloa. Una gran incertidumbre los aquejaba, a pesar de ello continuaron su viaje.

## Polo
Fue en Culiacán en donde alguien les sugirió actuar en un local llamado "La Fogata", y ahí se presentaba también otro grupo llamado los Siuggers, cuyo cantante llamó su atención. Leopoldo Sánchez Labastida era el hijo del dueño del bar. En vista de que Gámez solo quería tocar el requinto, la puerta se abrió para recibir a "Polo", como usualmente le llamaban. Pero los recursos de Los Apson eran exiguos, por lo que familiares suyos los alcanzaron ahí para ayudarles, pagaron sus deudas y los apoyaron en su odisea hacia la Capital. Su ruta continuó por Mazatlán, en donde permanecieron solo algunos días. 
En aquellos años Polo aún no cumplía la mayoría de edad, por lo que solicitaron al padre de este el permitirle acompañarles. Mientras tanto "Lichi" regresó a Culiacán debido a un padecimiento anterior, por lo que después los alcanzó, pero su permanencia no fue definitiva.

## La llegada y el debut
Después de una breve estancia en la ciudad y puerto de Mazatlán, Sinaloa, la agrupación emprendió el viaje directo a la capital de la república. Fue precisamente en esa ciudad en donde conocieron a una chica de nombre Martha Guerrero, quien ofreció apoyarles al esperarlos en la capital y proporcionarles alojamiento mientras estuviesen ahí en búsqueda de la oportunidad de dar a conocer su talento. Impresionados por la ciudad misma, fueron recibidos por Martha y por Adolfo "Mandy" Plascencia quien les brindó alojamiento en su hogar ubicado en la Colonia Doctores, lugar donde practicaban sus ensayos por las tardes. Curiosamente el lugar comenzaba a verse frecuentado por curiosos y amantes de la música por lo que posteriormente el "Mandy" comenzó a cobrar el acceso a los ensayos con el fin de apoyar a los jóvenes carentes de sustento económico. Tiempo pasaría para que la fama local les permitiera ser invitados a amenizar fiestas de quince años principalmente. Martha y Adolfo se encargarían de buscar presentaciones en televisión y audiciones en las casas grabadoras. Inicialmente buscaron audiciones para Discos Orfeón, discográfica que en ese entonces era el escaparate de artistas juveniles, sin conseguir una audición y ser escuchados. Pero fue en Discos Peerless en donde se les permitió una audición, siendo acompañados por el baterista original de Los Teen Tops. Aunque poseían en ese entonces un repertorio numeroso de canciones, el primer disco que grabaron para la grabadora Peerless sólo contenía temas instrumentales, y los directivos no quisieron correr riesgos, siendo el título de su primer disco "Llegaron los Apson", lanzado en 1963 que pronto los daría a conocer, lo que les permitiría iniciar giras artísticas al interior de la república. En vista de la aceptación del auditorio de las primeras grabaciones la discográfica lanzó un segundo LP llamado "Bailando y cantando con los Apson", llevando como tema principal un cover al tema de Chubby Checker llamado "The Hitchhiker" que fue versionado por el letrista de Peerless José G. Cruz bajo el título de "Popeye", interpretado por Frankie Gámez, el tema se convertiría en un éxito rotundo, siendo invitados a diversas emisiones televisivas como invitados estelares. De la misma forma que los grupos que en aquel entonces se encontraban en boga, los Apson centraron su éxito en versionar distintos temas del inglés al español. Los viajes a la frontera comenzaron a ser cosa común para la agrupación, en búsqueda de temas novedosos que generalmente sonaban ahí. Aunado a ello las giras artísticas patrocinadas por la Cerveza Corona les llevaría a distintos lugares del país, compartiendo actuaciones con distintas estrellas de la época y de diversos géneros musicales, casualmente en uno de tantos viajes, Arturo Durazo conocería a la cantante de música ranchera: Lucha Villa, con quien iniciaría un tórrido romance que terminaría en matrimonio, verificado este en la ciudad de Agua Prieta, Sonora. A la par de sus actuaciones y grabaciones para la disquera, los Apson fungieron como grupo de acompañamiento de distintos artistas del mismo sello, tales como Olivia Molina ("Juego de palabras"), Vianey Valdez ("Muévanse todos") -esta última fue novia de Polo durante mucho tiempo-, y otros como Manolo Muñoz.

## Los Apson y la Ola Inglesa
La incursión de agrupaciones musicales inglesas en Estados Unidos dio pie a que Los Apson comenzaran a tomar los temas que eran éxito en la Unión Americana para versionarlos al español a través de Jorge Renner y José G. Cruz. En contraste con otros grupos procedentes del norte, como Los Lukens y los Jets de Nogales la difusión, apoyo, y fama de Los Apson tendría mayor repercusión en el mercado musical y en el gusto popular. Los novedosos temas introducidos en las radiodifusoras mexicanas modificarían paulatinamente el gusto musical de la juventud de entonces, la hegemonía de Los Locos del Ritmo, Los Teen Tops y Los Rebeldes del Rock había llegado a su fin.
Hacia 1965 el grupo musical se había consagrado en el gusto juvenil, por lo que la disquera les otorgó su primer Disco de Oro, por el nivel de ventas alcanzado. Dicho reconocimiento fue recibido de manos del presidente de la Peerless el ingeniero Heinz Klinckwort, ante diversas estrellas del sello. La arrasante fama de la agrupación fue desplazando a diversos artistas juveniles de las listas de popularidad, sus presentaciones al interior del país comenzaron a ser tumultuosas y los incumplimientos en las presentaciones de estos desencadenaban actos vandálicos extremos. La invasión norteña había sido detonada, por lo que comenzaron a proliferar en el medio distintas agrupaciones procedentes del norte del país como, Los Rocking Devils, Los Matemáticos, Los Reno.

### Salida de Polo
Bajo fuertes rumores de diferencias con Frankie, Polo abandonaría a la agrupación tiempo después para incursionar en una relativamente exitosa carrera como cantante solista. No obstante, el grupo lo respaldaría acompañándole en sus grabaciones como "El último beso" (tema de The Cavaliers), que sería un exitazo, y "Ana" (un tema interpretado por The Beatles),que fueron sus mayores éxitos. Años después se integraría al grupo de Monterrey, Nuevo León, "La Tribu" y luego a "Los Polaris". "Polo" nació el 2 de abril de 1940 en Sinaloa y falleció trágicamente al ahogarse en una piscina de un hotel donde se hospedaba el 30 de julio de 1974, en Mérida, Yucatán, durante una gira al lado de Los Rebeldes del Rock por Yucatán.

### Salida de Frankie Gámez
Hacia 1967 la agrupación solo contaba con Frankie como vocalista, no obstante el ambiente entre los chicos comenzaba a enrarecerse, a decir de ellos, debido al envanecimiento y ego de Gámez, ya que según Gilberto Maldonado, Frankie exigía que el nombre de la agrupación se cambiase a "Frankie y Los Apson", una idea que fue desechada y rechazada por el resto de los integrantes de manera inmediata; solamente Raúl "El Cubano" Cota la respaldaba por lo que al poco tiempo ambos salieron de la alineación original, así la agrupación quedó sin vocalista, requinto y sin bajo.
Y como todo tiene un principio, también tiene un fin. En el momento actual algunos de los miembros fundadores del grupo, realizan giras con música de ese tiempo en forma esporádica. Su sello discográfico Peerless, ha lanzado recientemente compilaciones de sus éxitos, que ha tenido buena aceptación por el público.

## Discografía

### Álbumes de estudio
- 1963: Llegaron Los Apson
- 1963: Bailando y Cantando Con Los Apson
- 1964: Atrás De La Raya
- 1964: El Barba Azul
- 1964: Aleluya
- 1965: Satisfacción
- 1965: Por Eso Estamos como Estamos!
- 1965: ¡Nuevos Éxitos!
- 1966: No Hay Amor
- 1967: En Ritmo!
- 1967: El Arado
- 1969: El Compadre Vacilador[2]

### Reproducción extendida
- 1963: Bailando y Cantando Con Los Apson
- 1964: No Puedes Decirme Adiós
- 1965: Por Eso Estamos Como Estamos / Cuqui
- 1966: Fue en un Café / De Hoy En Ocho
- 1973: Señor Apache[3]

### Compilaciones
- 1964: XEFR Radio Felicidad Disco No.2
- 1979: 20 Éxitos de Los Apson Boys
- 1983: 16 Éxitos de Los Apson
- 1985: 32 Éxitos[4]
- 1995: Disco De Oro

### Sencillos
- 1963: Bailando y cantando con
- 1963: Anoche me enamoré
- 1963: Amistad (de Vianey Valdez con Los Apson)
- 1964: No puedes decirme adiós
- 1965: Por eso estamos como estamos
- 1965: Cuqui
- 1966: Fue en un café
- 1966: De hoy en ocho
- 1967: Desilusión
- 1967: Nunca se lo digan
- 1978: Nunca sabré
- Sin dato: No Hay amor
- Sin dato: Fuiste a Acapulco
- Sin dato: Señor Apache
- Sin dato: Me salvé
- Sin dato: La solterona
- Sin dato: Denise
- Sin dato: La miedosa